# Air Service Nantes
Air Service Nantes (code OACI : ASN) était une compagnie aérienne française basée sur l'aéroport de Nantes et spécialisée dans le transport à la demande (avion-taxi) et l'affrètement aérien (passagers/fret). 

## Histoire
Air Service Nantes est fondée en 1981.
Elle était spécialisée dans le transport à la demande (avion-taxi) et l'affrètement pour passagers (charter) et fret sur la France, l'Europe et Afrique du Nord.
Elle était basée sur l'aéroport de Nantes-Atlantique (anciennement aéroport de Château-Bougon)
En 1991, ASN avait transporté 30 000 passagers.

## Le réseau
- Nantes-Cherbourg (1984)[5].
- Charter sur la France, Europe, Méditerranée et Afrique du Nord.

## Flotte
- Fokker 27 : F-GEXZ, F-GDXY, F-GHXA, F-GHXB, F-GGKF[6].
- Caravelle 10R: F-GGKD[7].
- Boeing 737-200: F-GGTP[8].
- Beechcraft 58 Baron : F-GNSN et F-GNSG.
- Beechcraft C-90 : F-HNAK.
- Beechcraft King Air 65-A90 : F-BOSY.
- Beechcraft 99 : F-BSUZ.
- Falcon 20C (Mystère 20) : F-BTML[9].
- De Havilland Canada DHC-6 Twin Otter : F-GELV et F-GCVR[9].

En 1991, la flotte était de deux Falcon 20C et une caravelle 10R.

## Galerie photographique

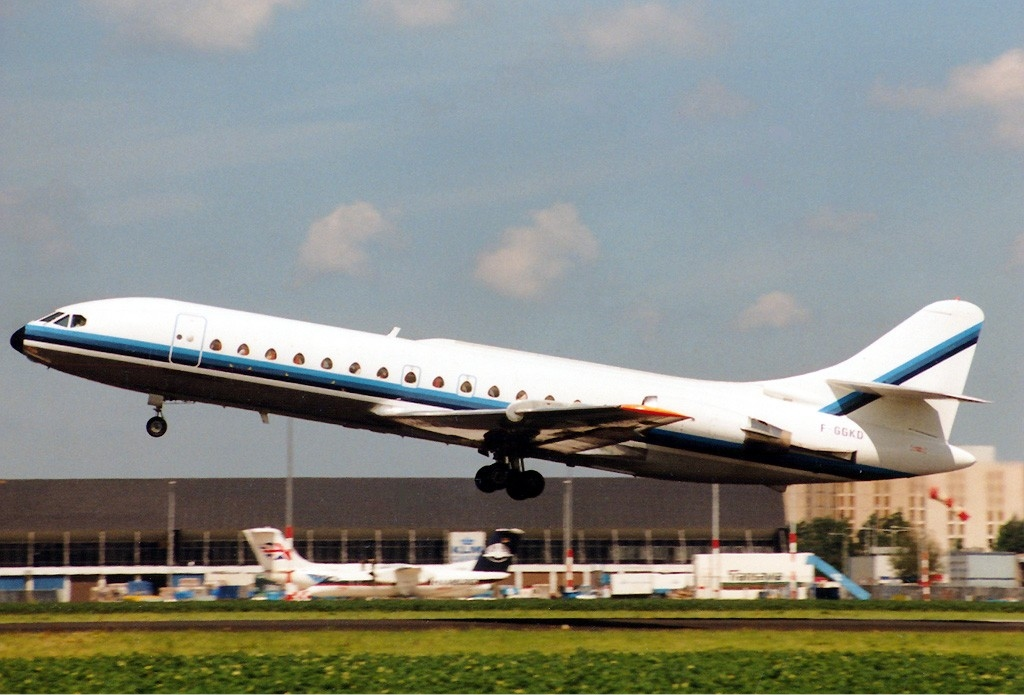
Caravelle 10B1R (F-GGKD) à Amsterdam-Schiphol le 24 juin 1990
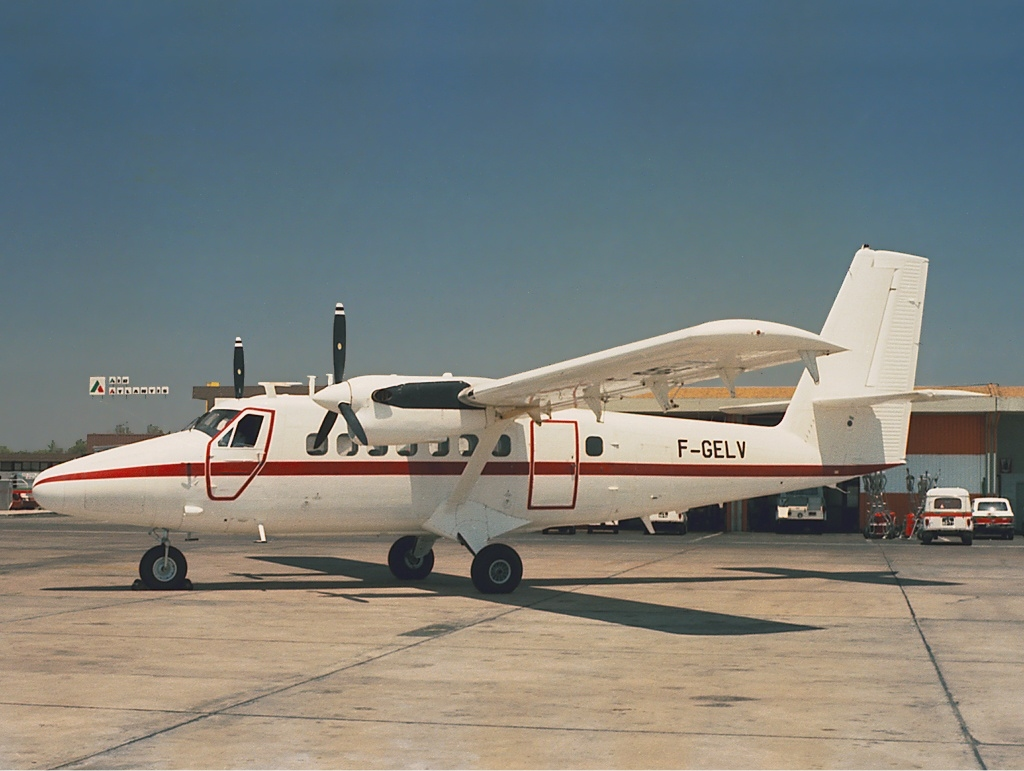
De Havilland Canada DHC-6 Twin Otter F-GELV à Faro (Portugal) en 1987
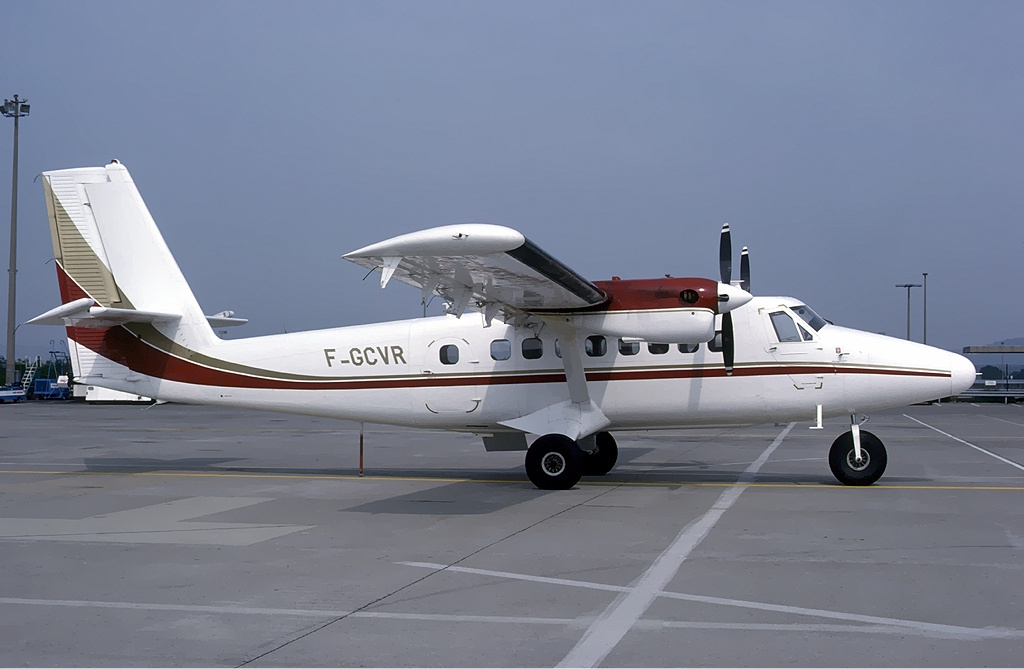
De Havilland Canada DHC-6 Twin Otter F-GCVR à Bâle-Mulhouse le 28 août 1984
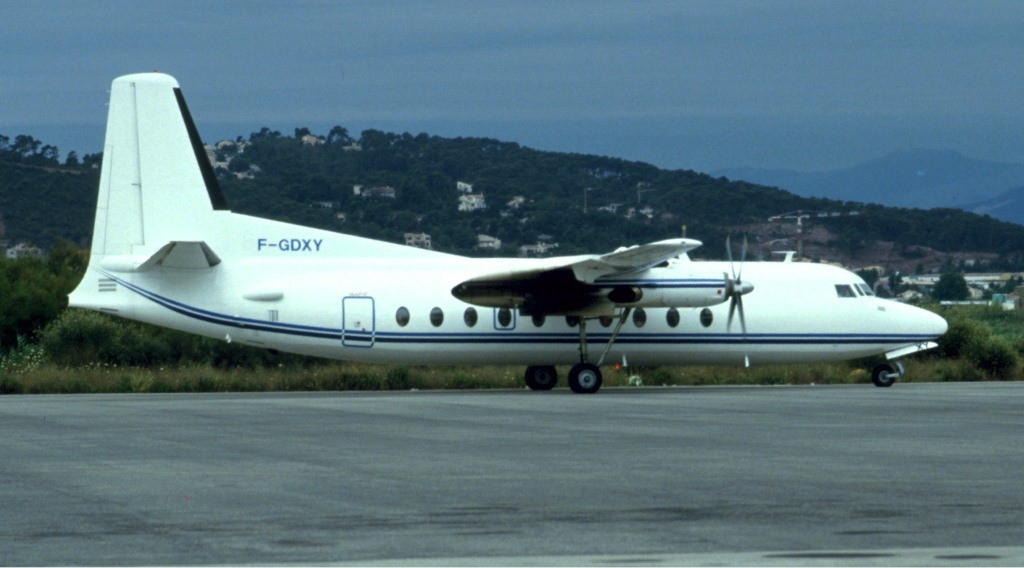
Fairchild F-27J F-GDXY à Toulon-Hyères en juillet 1987
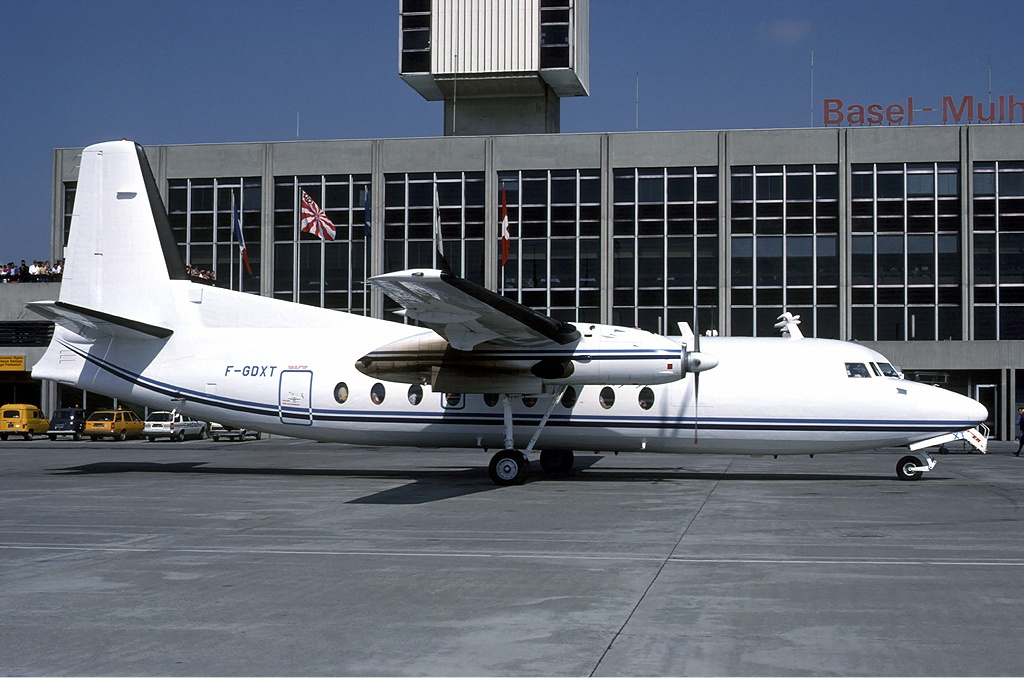
Fairchild F-27J  F-GDXT à Bâle-Mulhouse en août 1986